# Raven (aap)
Raven is een chimpansee die, op zesjarige leeftijd, in 1999 de 22e plek behaalde op de lijst met succesvolste geldbeleggers van Amerika. Raven koos haar aandelen door dartpijltjes te gooien naar een lijst van 133 beursgenoteerde bedrijven. Op deze manier creëerde de chimpansee haar eigen beleggers-index, genaamd MonkeyDex. Haar aandelenindex behaalde in 1999 een winst van 213 procent, hetgeen een beter resultaat was dan meer dan 6.000 professionele makelaars op de New York Stock Exchange (Wall Street).
Deze prestatie werd daarop onder de titel "Most successful chimpanzee on Wall Street" in het Guinness Book of Records opgenomen. De centrale vraag bij dit experiment was of de keuze bij beleggingen net zo goed bij een chimpansee gelegd konden worden. Ofwel, tot hoeverre waren zaken als kennis, ervaring en strategie van een beleggingsadviseur van doorslaggevend op het resultaat van een gemiddelde professionele belegger. Deze vraag was toen en is nog steeds voer voor de financiële wereld. In de Verenigde Staten werden hiervoor jaarlijks wedstrijden gehouden waarin professionele beleggers het tegen de chimpansee 'Raven' opnamen. De aap won daarbij bijna altijd. 
Een soortgelijk initiatief volgde daarna ook in Nederland. Hier betrof het een gorilla, genaamd Jacko, die in 2001 bekend werd als de beursgorilla. 